# Mun (religion)
Pour les articles homonymes, voir Mun.
Le mun, ou munisme ou bongthingisme, est la foi traditionnelle polythéiste, animiste, chamanique, et syncrétique des Lepchas, population vivant au sud de la chaîne himalayenne. La religion antidate la conversion des Lepchas au bouddhisme tibétain au VIIe siècle. Les Lepchas cependant pratiquèrent le mun indigène avec le bouddhisme. Depuis l'arrivée des missionnaires chrétiens au XIXe siècle, les traditions mun continuèrent à côté des croyances apprises. Le mun traditionnel permet l'incorporation de Bouddha et de Jésus-Christ en tant que divinités, selon les différentes croyances familiales,,,,,.
Plusieurs parmi les Lepchas furent convertis au christianisme par des missionnaires écossais du XIXe siècle, mais le bouddhisme et la foi mun traditionnelle gardèrent le rôle majeur dans la vie religieuse des Lepchas. Il existe des chrétiens Lepcha qui ont perdu la langue Lepcha et qui ignorent exprès les croyances traditionnelles du mun,.
La religion mun et sa prêtrise sont en déclin à cause de la conversion exclusive à d'autres religions, attribuée à la pression économique, car les pratiques traditionnelles coûtent extrêmement cher pour le pratiquant ordinaire,. Le mun toutefois regagna l'intérêt des Lepchas contre l'empiètement écologique.
La profondeur du sentiment mun parmi les Lepchas et la connexion de la foi à l'environnement se manifestèrent dans l'opposition au développement dans certaines régions vierges, telles que les rivières Rathong Chu et Teesta,.

## Étymologie
L'exonyme «mun» dérive de la croyance centrale des Lepcha dans des esprits appelés «mun» (ou «mung») et «bongthing» (ou «bungthing, bóngthíng»). Cette dualité d'esprits comprend un élément central de la religion. Les termes sont également utilisés pour décrire la prêtrise chamanique qui officie aux esprits respectifs,,.

## Cosmologie
Le système de croyances traditionnelles Lepcha est riche en mythes, légendes orales, fables et contes de fées, appelés collectivement «lúngten sung».
Selon la mythologie mun, les ancêtres des Lepchas furent créés par Itbu Rum, qui les moula des neiges pures du mont Kangchenjunga. Les Lepchas croient ainsi partager une lignée avec l'environnement naturel et habitent le cosmos parmi les esprits non-humains.
La foi mun est animiste, et l'environnement naturel en fournit une grande partie. Les esprits naturels font des objets de dévouement et de cérémonie, et ils résident dans des corps tels que les arbres, les rochers et les rivières. Les croyances syncrétiques coexistent avec le bouddhisme tibétain depuis le VIIe siècle. Les croyants suivent souvent deux ou trois religions en même temps,,. La vie villageoise moderne des Lepchas est axée pourtant sur le «gumpa», le monastère bouddhiste. La religion mun comprend une croyance dans le ciel, appelé rumlyang.

## Divinités
La foi mun est polythéiste et syncrétique: elle reconnaît plusieurs divinités, souvent ceux d'autres religions, dont le bouddhisme et le christianisme,,.
La déesse principale du mun est Nozyongnyu. La mère-créateur est une déesse de la terre, Il Bunoo ou Itbu-moo,. Deux autres divinités féminines sont les chefs des esprits «mun».
Les divinités traditionnelles comprennet celles de la famille, du clan (ou du lignage, putsho), du village, et de la région. Les divinités claniques sont souvent nommées d'après sommets ou rivières,.

## Esprits du mun
Il existe deux sortes d'esprits «mun» : les esprits bienveillants, ou ceux du magicien blanc «taung-li mun» et les esprits du magicien maléfique, ou noir, «mung-mun sek» ou «mungo». Celui-ci réside dans les arbres, les buissons, les rochers et les rivières. Les esprits «mun» sont divisés en sept catégories : avor mun, pildon mun, angan mun, tungli mun, munjyum mun, mook mun et lyang-eet mun. Les Lepchas considèrent les mauvais «mun» comme la cause de toute maladie.

## Rituels
Les cérémonies muns sont effectuées de la part d'une ou plusieurs familles, et elles contiennent deux parties. La partie rhum est une offrande aux diables. La seconde, tsandong, consiste en offrandes à la divinité de Kangchenjunga, à Chyu rhum fat, et aux plaines. Les cérémonies cherchent généralement à apaiser les esprits.
Les rituels des bongthings comprennent généralement des prières, des herbes et des amulettes, et parfois des rituels de respiration ou de cracheur par le prêtre. Les prières rituelles sont parfois dans la glossolalie,.
La possession par les esprits se produit d'une variété de manières : à partir d'un mal de tête subtil, jusqu'à la violence et folie incontrôlables. Généralement les symptômes sont la manifestation des esprits «mungo» se nourrissant de la chair, du sang, des organes internes, ou de l'énergie vitale de l'hôte. L'attirail rituel comprend la cloche ghanta, colliers damaru dru, et la coupe consacrée remplie de chi.
Le sacrifice animal existe dans les pratiques du mun, surtout les chèvres et les porcs,,.
Les endroits et les jours propices, surtout en milieu rural, sont requis pour accomplir les rituels de guérison pour les pires maladies.
Les festivals sont aussi un aspect central de la foi mun.

## Prêtrise
La prêtrise mun comprend deux types de chaman, correspondant aux esprits qu'ils manifestent. Les chamans «mun» sont souvent des femmes, tandis que les chamans «bongthing» sont des hommes. Les deux subissent possession par les esprits, se manifestant corporellement les entités surnaturelles. Leurs fonctions principales sont de conjurer les malheurs et les maladies, de faire les exorcismes, et de guider les âmes vers la vie après la mort. Ils fonctionnent parfois comme arbitres dans les cas de vol. Bien que la prêtrise existe, la religion considère la vraie connaissance comme une révélation divine obtenue à travers la méditation ou les rêves, mais jamais un talent appris,,,.
Les prêtrises «mun» et «bongthing» sont héréditaires, mais la vocation ne passe pas strictement patrilinéairement. Les disciples bien formés de maîtres pratiquants sont souvent recrutés au service en temps de crise. Ils sont parfois choisis en étant nommés par les ancêtres ou les dieux chamaniques,.
Les prêtres muns assistent les célébrations de naissance, de mariage, et de décès. Parmi les Lepchas, un officiant mun est la seule personne obligatoire pour accomplir l'enterrement d'un roturier. La cérémonie funéraire, appelée le dek flee, comprend le sacrifice d'une chèvre et d'une poule trois jours après la mort. Le rite est également effectué au domicile des personnes qui meurent ailleurs, par crainte d'un retour de l'esprit au lieu natal,.
En tant que bongthing, il est possible d'avancer au niveau de mun.
Un «padem» signifie un homme sacerdoce héréditaire novice. Un padem est initié sur la voie de devenir un chaman mun, et tient le droit d'offrir les sacrifices.
Le sacerdoce traditionnel joue un rôle dans le système indigène médical, et les membres apprennent à prodiguer les rituels de guérison thérapeutiques.